# Mycetophila paraconjuncta
Mycetophila paraconjuncta är en tvåvingeart som beskrevs av Duret 1987. Mycetophila paraconjuncta ingår i släktet Mycetophila och familjen svampmyggor. Inga underarter finns listade i Catalogue of Life.